# Iva Majoli
Iva Majoli (* 12. August 1977 in Zagreb) ist eine ehemalige kroatische Tennisspielerin.

## Karriere
Der Höhepunkt ihrer Tenniskarriere war der Titelgewinn 1997 bei den French Open. Weitere Turniersiege gelangen ihr unter anderem beim Porsche-Cup in Stuttgart und beim Pan Pacific Open in Tokio. Für die kroatische Fed-Cup-Mannschaft bestritt sie zwischen 1993 und 2004 40 Partien, von denen sie 21 gewann.
Außerdem gewann sie mit Goran Ivanišević 1996 den Hopman Cup. Bei den Olympischen Spielen erreichte sie im selben Jahr das Viertelfinale, in dem sie gegen die spätere Olympiasiegerin Lindsay Davenport ausschied.
Majoli bestritt ihre letzten Profispiele im April 2004 beim Turnier in Cagnes-sur-Mer. Für den Kremlin Cup 2015 bekam sie eine Wildcard in der Doppelkonkurrenz an der Seite von Anastassija Buchanko, verlor aber in der ersten Runde.

## Turniersiege

### Einzel
| Nr. | Datum            | Turnier     | Belag             | Finalgegnerin           | Ergebnis      |
| --- | ---------------- | ----------- | ----------------- | ----------------------- | ------------- |
| 1.  | 8. Oktober 1995  | Zürich      | Teppich (Halle)   | Mary Pierce             | 6:4, 6:4      |
| 2.  | 15. Oktober 1995 | Filderstadt | Hartplatz (Halle) | Gabriela Sabatini       | 6:4, 7:6      |
| 3.  | 4. Februar 1996  | Tokio       | Teppich (Halle)   | Arantxa Sánchez Vicario | 6:4, 6:1      |
| 4.  | 25. Februar 1996 | Essen       | Teppich (Halle)   | Jana Novotná            | 7:5, 1:6, 7:6 |
| 5.  | 23. Februar 1997 | Hannover    | Teppich (Halle)   | Jana Novotná            | 4:6, 7:6, 6:4 |
| 6.  | 4. Mai 1997      | Hamburg     | Sand              | Ruxandra Dragomir       | 6:3, 6:2      |
| 7.  | 8. Juni 1997     | French Open | Sand              | Martina Hingis          | 6:4, 6:2      |
| 8.  | 19. April 2002   | Charleston  | Sand              | Patty Schnyder          | 7:6, 6:4      |

### Doppel
| N2. | Datum            | Turnier | Belag           | Partnerin        | Finalgegnerinnen             | Ergebnis |
| 1.  | 10. Februar 2001 | Paris   | Teppich (Halle) | Virginie Razzano | Kimberly Po Nathalie Tauziat | 6:3, 7:5 |

## Abschneiden bei bedeutenden Turnieren

### Einzel
Die Tabelle listet die Ergebnisse der Grand-Slam-Turniere, der Tour Championships, der Olympischen Spiele, des Fed Cups bzw. Billie Jean King Cups und der Turniere folgender Kategorien auf: 1990–2008: Tier I, 2009–2020: Premier Mandatory und Premier 5, ab 2021: WTA 1000.
| Turnier            | 1992 | 1993 | 1994 | 1995 | 1996 | 1997 | 1998 | 1999 | 2000 | 2001 | 2002 | 2003 | 2004 | Karriere |
| ------------------ | ---- | ---- | ---- | ---- | ---- | ---- | ---- | ---- | ---- | ---- | ---- | ---- | ---- | -------- |
| Australian Open    | —    | —    | —    | —    | VF   | 1    | 3    | —    | —    | 3    | 2    | 1    | —    | 1 × VF   |
| French Open        | —    | AF   | AF   | VF   | VF   | S    | VF   | —    | 2    | 1    | 2    | 2    | —    | 1 × S    |
| Wimbledon          | —    | —    | 1    | 1    | —    | VF   | 2    | —    | —    | 1    | 3    | 1    | —    | 1 × VF   |
| US Open            | 2    | 2    | AF   | 1    | 1    | 2    | 2    | 1    | —    | 3    | 3    | 1    | —    | 1 × AF   |
| Tour Championships | —    | —    | 1    | 1    | HF   | VF   | —    | —    | —    | —    | —    | —    | —    | 1 × HF   |
| Boca Raton         | —    |      |      |      |      |      |      |      |      |      |      |      |      | —        |
| Indian Wells       |      |      |      |      |      | AF   | —    | —    | —    | 2    | 1    | 2    | 2    | 1 × AF   |
| Miami              | —    | 2    | —    | —    | —    | VF   | —    | 2    | 1    | 3    | 2    | 2    | 1    | 1 × VF   |
| Hilton Head Island | —    | 1    | HF   | VF   | VF   | AF   | 2    | AF   | 2    |      |      |      |      | 1 × HF   |
| Charleston         |      |      |      |      |      |      |      |      |      | AF   | S    | 2    | —    | 1 × S    |
| Rom                | —    | 2    | —    | VF   | HF   | AF   | AF   | —    | —    | 1    | —    | —    | —    | 1 × HF   |
| Berlin             | —    | —    | —    | —    | HF   | VF   | AF   | —    | —    | 2    | —    | 1    | —    | 1 × HF   |
| San Diego          |      |      |      |      |      |      |      |      |      |      |      |      | —    | —        |
| Kanada             | —    | 2    | 2    | VF   | 2    | 2    | 2    | 1    | —    | 2    | 1    | —    | —    | 1 × VF   |
| Tokio              |      | —    | 1    | HF   | S    | VF   | HF   | 1    | —    | VF   | —    | AF   | —    | 1 × S    |
| München            |      |      |      |      |      |      | —    | —    |      |      |      |      |      | —        |
| Zürich             |      | AF   | AF   | S    | HF   | AF   | —    | —    | —    | AF   | 1    | —    | —    | 1 × S    |
| Philadelphia       |      | 1    | —    | —    |      |      |      |      |      |      |      |      |      | 1 × 1R   |
| Moskau             |      |      |      |      |      | —    | 1    | —    | —    | —    | 1    | —    | —    | 2 × 1R   |
| Olympische Spiele  | —    |      |      |      | VF   |      |      |      | 1    |      |      |      | —    | 1 × VF   |
| Fed Cup            | —    | —    | 1    | —    | —    | PO   | PO   | VF   | RR   | —    | VF   | 1    | —    | 1 × RR   |

Zeichenerklärung: S = Turniersieg; F, HF, VF, AF = Einzug ins Finale, Halb-, Viertel-, Achtelfinale; 1, 2, 3 = Ausscheiden in der 1., 2., 3. Haupt- / Finalrunde; Q1, Q2, Q3 = Ausscheiden in der 1., 2. 3. Qualifikationsrunde; RR = Round Robin (Gruppenphase); nicht ausgetragen oder andere Kategorie; PO (Playoff), P2 = Auf-/Abstiegsrunde zur Weltgruppe I/II im Fed Cup; W2, K1, K2, K3 = Teilnahme in der Weltgruppe II, Kontinentalgruppe I, II, III im Fed Cup.

### Doppel
| Turnier         | 1993 | 1994 | 1995 | 1996 | 1997 | 1998 | 1999 | 2000 | 2001 | 2002 | 2003 | Karriere |
| --------------- | ---- | ---- | ---- | ---- | ---- | ---- | ---- | ---- | ---- | ---- | ---- | -------- |
| Australian Open | —    | —    | —    | 1    | 2    | AF   | —    | —    | 2    | 1    | 1    | AF       |
| French Open     | —    | —    | 2    | —    | AF   | 1    | —    | —    | 1    | AF   | AF   | AF       |
| Wimbledon       | —    | 1    | 2    | —    | 1    | 1    | —    | —    | VF   | 1    | 2    | VF       |
| US Open         | 1    | 1    | AF   | 1    | VF   | AF   | —    | —    | 1    | AF   | 1    | VF       |

### Mixed
| Turnier         | 1996 | 1997 | 1998 | 1999 | 2000 | 2001 | 2002 | Karriere |
| --------------- | ---- | ---- | ---- | ---- | ---- | ---- | ---- | -------- |
| Australian Open | —    | —    | —    | —    | —    | —    | —    | —        |
| French Open     | 1    | —    | AF   | —    | —    | —    | —    | AF       |
| Wimbledon       | —    | —    | —    | —    | —    | —    | 1    | 1        |
| US Open         | —    | —    | 1    | —    | —    | —    | —    | 1        |

## Sonstiges
2007 nahm Iva Majoli an der kroatischen Version von Let’s Dance teil.